# Russian Standard vodka
A Russzkij Sztandart (orosz betűkkel: Русский Стандарт), nemzetközi nevén Russian Standard egy orosz prémium vodkamárka.

## Története
A Russian Standard márkát 1998-ban mutatta be Rusztam Vasziljevics Tariko. Az eredeti, később Russian Standard Originalra átkeresztelt termékkel a Russian Standard az orosz piac egyik legkomolyabb prémium vodkamárkájaként jelent meg. Az 1990-es évek Oroszországának gyorsan növekedő piacán a márkának – a prémium italok között szokatlan módon – előnyére vált az új orosz, szovjetmentes önkép.
Két évvel a sikeres oroszországi indulás után a márka belépett a nemzetközi piacokra. Ezután jelent meg a Russian Standard Platinum változat 2001-ben és az Imperia nevű felsőkategóriás változat 2004-ben.
2006-ban Szentpétervárott új szeszfinomítót építettek, mely évente 4 millió rekesz vodka előállítására képes.

## Piaci helyzet
A gyártó szerint 2009-ben 70-nél több országban árusítottak vodkát, és évi kétmilliónál több rekesszel adtak el belőle. A Russian Standard marketingje az ital 100%-ban orosz eredetét hangsúlyozza - orosz recept alapján és orosz alapanyagokból főzik Oroszországban, és ott is palackozzák.
A Russian Standard vitát indított azzal, hogy megkérdőjelezte legnagyobb nemzetközi ellenfelének, a Sztolicsnajának (oroszul: Столичная) oroszságát. Az akkori Sztolicsnaját Oroszországban párolták, de Lettországban palackozták. A Sztolicsnaja forgalmazója, a Pernod Ricard azzal hárította a vádat, hogy a termékük autentikus orosz vodka, melyet semmilyen formában nem módosítanak palackozáskor.
Egy 2006-os, a Vanity Fair magazin számára készült, prémium orosz vodkákat áttekintő teszt alkalmával egyedül az Imperia érte el a legfelső, A+ minősítést.

## Gyártása
A Russian Standard Original gyártása négy szakaszban történik:
1. cefrézés és erjesztés
2. desztilláció és rektifikálás
3. szűrés és pihentetés
4. palackozás és csomagolás.

A jobb minőségű típusok esetén több lépésben is tisztítják a szeszt.
Az orosz őszi búzát megőrlik, elcukrosítják és megerjesztik, majd folyamatos, többoszlopos szeszfinomítóban párolják le és finomítják. Ezután a vodkát aktív szénen szűrik, illetve a Platinum változatot ezután ezüst katalizátorral, az Imperiát pedig az Urál hegységből származó kvarccal is kezelik.
Az ital marketingjében említik, hogy a gyártási eljárás megfelel Dmitrij Mengyelejev 1894-es receptjének. Mengyelejev valóban az alkohol és víz közötti reakciókból írta egyetemi disszertációját, a vodka 40%-os birodalmi szabványa azonban 50 évvel korábbról származik, a kémikus gyerekkorából. A mítoszt a  Russia Today leplezte le 2009-ben.

## Változatok
- Russian Standard Original
  - Az eredeti, 1998-ban bevezetett termék
  - Nyers összetevők: téli gabona Dél-Oroszországból, gleccservíz a Ladoga-tóból.
  - Négyszer párolják és négyszer szűrik szénszűrőn keresztül
- Russian Standard Platinum
  - 2001-ben bevezetett, jobb minőségű változat
  - Még két alkalommal szűrik ezüstön keresztül
- Russian Standard Gold
  - Korlátozott kiadás
- Russian Standard Vodka Citrus 
  - Előre kevert  ital 6,5% alkoholtartalommal, melyet csak Ausztráliában forgalmaznak.[6]

- Imperia
  - 2004-ben bevezetett luxusmárka
  - További négy alkalommal párolják
  - További két alkalommal szűrik kvarckristályon át.
- Aurora
  - Luxusmárka

## Fordítás
- Ez a szócikk részben vagy egészben a Russian Standard Vodka című angol Wikipédia-szócikk fordításán alapul.  Az eredeti cikk szerkesztőit annak laptörténete sorolja fel. Ez a jelzés csupán a megfogalmazás eredetét és a szerzői jogokat jelzi, nem szolgál a cikkben szereplő információk forrásmegjelöléseként.

## Külső hivatkozások
- Hivatalos honlap Archiválva 2009. szeptember 5-i dátummal a Wayback Machine-ben